# 美國狙擊手 (自傳書)
《美國狙擊手：美國軍事史上最致命狙擊手的自傳》（英語：American Sniper: The Autobiography of the Most Lethal Sniper in U.S. Military History）是一本由美國海豹部隊成員基斯·凱爾，以及Scott McEwen和Jim DeFelice所寫的自傳。基斯·凱爾被認為是美國軍事史上最致命的狙擊手，他射殺過255名敵軍，而五角大廈提供官方記錄為160名。該書在2012年1月2日由William Morrow and Company出版，並在紐約時報暢銷書榜上榜37週。
該回憶錄已售出超過120萬本各種格式（精裝書、平裝書和電子書），僅在2015年就售出包括700,000本，成為2015年最暢銷的書籍之一。該書排在所有主要暢銷書列表的榜首，包括前面提到的《紐約時報》和《出版者周刊》、《今日美國》和亞馬遜公司上的第二位。該書的改編電影《美國狙擊手》由克林·伊斯威特執導，布萊德利·庫柏飾演凱爾，於2014年上映。

## 簡介
《美國狙擊手》講述海豹部隊隊員基斯·凱爾的故事，他在1999年至2009年間完成了四次在伊拉克的服役。該書描述凱爾在德薩斯州敖德薩的成長經歷、海豹部隊的訓練，以及在伊拉克的戰鬥經驗。
凱爾描述在拉馬迪的戰爭中他的角色，這些事件導致伊拉克的叛軍給凱爾起綽號為「拉馬迪惡魔」（Devil of Ramadi），並懸賞買他的人頭。

## 改編電影
克林·伊斯威特的電影《美國狙擊手》是改編自凱爾的自傳，於2014年11月11日在美國電影學會影展上進行世界首映，之後於2014年12月25日在美國有限上映。2015年1月16日廣泛公映。布萊德利·庫柏飾演凱爾，席安娜·米勒飾演他的妻子Taya Kyle。布萊德利·庫柏憑著飾演凱爾而獲得提名奧斯卡最佳男主角獎，而該片獲得提名五項其他獎項，包括最佳電影獎。該片贏得奧斯卡最佳音效剪接獎。